# The Singles: The First Ten Years
The Singles: The First Ten Years – kompilacja utworów szwedzkiego zespołu ABBA wydana w 1982 roku na dziesięciolecie istnienia zespołu. Rok później ukazała się wersja na CD. Album składa się z dwóch płyt i zawiera dwie nowe piosenki „The Day Before You Came” oraz „Under Attack”, wydane na singlach promujących to wydawnictwo.

## Lista utworów[4]
Strona A
1. „Ring Ring” – 3:04
2. „Waterloo” – 2:42
3. „So Long” – 3:05
4. „I Do, I Do, I Do, I Do, I Do” – 3:15
5. „SOS” – 3:20
6. „Mamma Mia” – 3:32
7. „Fernando” – 4:13

Strona B
1. „Dancing Queen” – 3:51
2. „Money, Money, Money” – 3:05
3. „Knowing Me, Knowing You” – 4:01
4. „The Name of the Game” – 3:59
5. „Take a Chance on Me” – 4:05
6. „Summer Night City” – 3:34

Strona C
1. „Chiquitita” – 5:24
2. „Does Your Mother Know” – 3:13
3. „Voulez-Vous” – 5:07
4. „Gimme! Gimme! Gimme! (A Man After Midnight)” – 4:50
5. „I Have a Dream”– 4:42

Strona D
1. „The Winner Takes It All” – 4:54
2. „Super Trouper” – 4:12
3. „One of Us” – 3:56
4. „The Day Before You Came” – 5:50
5. „Under Attack” – 3:46